# 350 파크 애비뉴
350 파크 애비뉴는 미국 뉴욕에 제안된 마천루이다. 원래 계획은 442m 높이에 70층 건물로 2027년 완공예정 이었으나 기존 계획이 취소되고 건물의 높이와 층수, 디자인등이 변경되어 2023년 새롭게 제안되어 2032년 완공예정이다. 